# Džilbab
| Primjeri modernih džilbaba u plavim (lijevo) i ljubičastim tonovima (desno) |  | Primjeri modernih džilbaba u plavim (lijevo) i ljubičastim tonovima (desno) |
| Primjeri modernih džilbaba u plavim (lijevo) i ljubičastim tonovima (desno) |  |                                                                             |

Džilbab (arap. جلباب) je vrsta ogrtača koji se nosi u arapskom svijetu odnosno Arabiji, Levantu i Sjevernoj Africi. Seže od vrata odnosno ramena do gležnjeva i navlači se preko druge odjeće. Najsličniji je također arapskoj abi uz razliku što se kopča s prednje strane, kao i zapadnjačkim dužim mantilima ili laganijim kaputima. Džilbab nema kapuljaču, no često se nosi u kombinaciji s raznim arapskim pokrivalima za kosu (al-amira, šajla, kimar), a ponekad i nikabom koji prekriva donji dio lica. Termin džilbab se za razliku od hidžaba i raznih drugih tipova arapske odjeće spominje u Kuranu:
Međutim, značenje džilbaba nije precizno određeno i najčešće se interpretira kao duga lagana haljina starovjekovnog predislamskog porijekla. Današnji džilbabi mogu biti raznih boja i nisu isključivo ženska odjeća – specifične tipove nose i muškarci. U Indoneziji, džilbabi imaju drugačije značenje u odnosu na arapski svijet i podrazumijevaju svaku vrst odjeće koja pokriva kosu.

## Vanjske poveznice
- Lockerbie, John (2019.): Women’s dress, Catnaps: Society 3